# Mario Biondi (zanger)

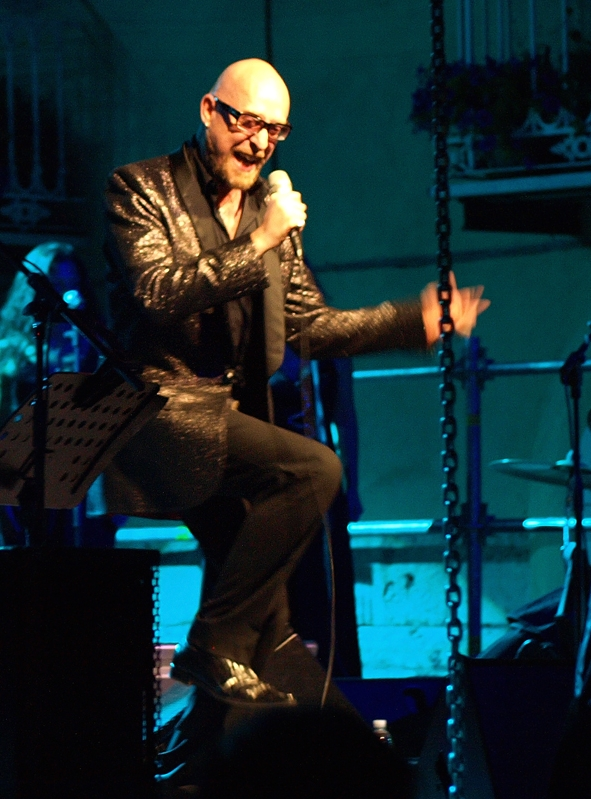
Mario Biondi

Mario Biondi, echte naam Mario Ranno, (Catania, 28 januari 1971) is een Italiaanse zanger.
Hij is de zoon van een lokaal bekende volkszanger, van wie hij ook de artiestennaam Biondi heeft overgenomen. In 2006 had hij in zijn vaderland zijn eerste succes met het album Handful of Soul. Hij zingt in het Engels met een hoorbaar Italiaans accent, dat hij met enige zelfspot gebruikt. Zijn diepe warme stem doet denken aan crooners als Barry White en Lou Rawls. Zijn albums bevatten zowel ballads als dansnummers, en hebben een jazzy karakter. De in Nederland voornamelijk in de gayscene bekende DJ Dimitri from Paris nam een nummer van Biondi op in de compilatie Return to the Playboy Mansion (2008).

## Discografie
- 2006: Handful of Soul - (Schema Records)
- 2007: I Love You More Live
- 2009: If
- 2010: Yes you live
- 2011: Change Of Scenes - (Schema Records)
- 2015: Beyond
- 2018: Brasil
- 2021: Dare
- 2022: Romantic
- 2023: Crooning Undercover